# 1971 ve fotografii

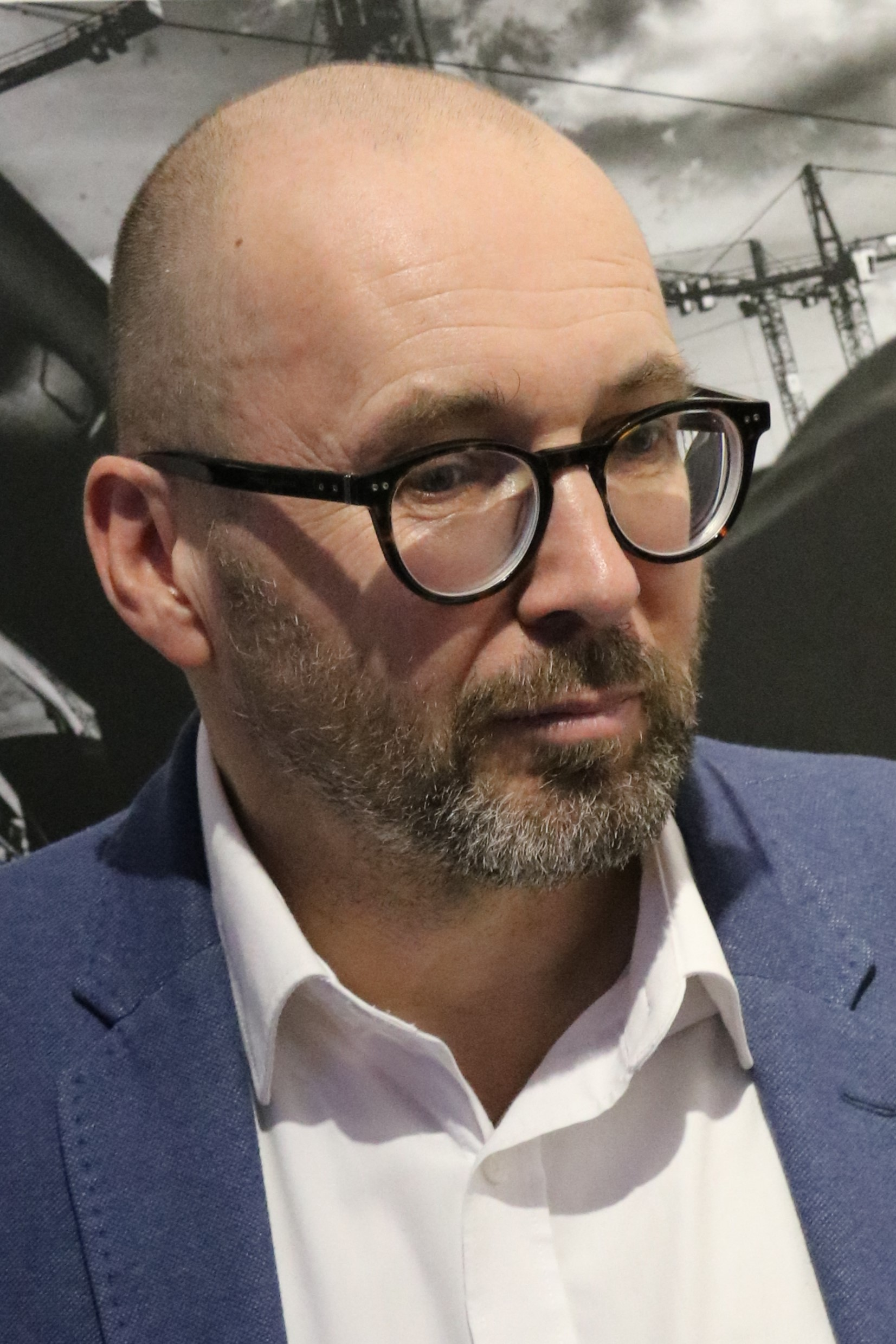
Dne 4. prosince se narodil Dan Materna, český fotograf a fotoreportér

Tento článek popisuje významné události roku 1971 ve fotografii.

## Události
- Výstava Walker Evans, Museum of Modern Art, New York.

## Ocenění
- World Press Photo – Wolfgang Peter Geller
- Prix Niépce – Jean-Luc Tartarin
- Prix Nadar – Henri Cartier-Bresson
- Zlatá medaile Roberta Capy – Larry Burrows
- Cena za kulturu Německé fotografické společnosti – Dennis Gábor  a Josef Svoboda
- Pulitzer Prize for Spot News Photography – John Paul Filo, Valley Daily News/Daily Dispatch, z pittsburského předměstí Tarentum, Pensylvánie a New Kensington, za dokumentární snímky tragédie na Kent State University ze dne 4. května 1970.
- Pulitzer Prize for Feature Photography – Jack Dykinga, Chicago Sun-Times, „za dramatické a jemné snímky na školách Lincoln and Dixon State Schools pro retardované v Illinois.“
- Cena Ansela Adamse – Donald M. Bradburn
- Cena Ericha Salomona – Magazín Stern

## Narození v roce 1971
- 14. června – Alfred Freddy Krupa, chorvatský malíř, umělecký pedagog, fotograf a knižní umělec
- 25. srpna – Una Line Ree Hunderi, norská fotografka
- 11. září – Aleš Jungmann, český fotograf architektury, krajiny a dříve dokumentu.
- 24. září – Richardt Strydom, jihoafrický umělec, kreativec, fotograf a pedagog
- 2. října – Brent Renaud, americký novinář, spisovatel, dokumentarista a fotožurnalista († 13. března 2022)
- 23. listopadu – Martin Kollár, slovenský fotograf
- 2. prosince – Dalibor Stach, český režisér, spisovatel, malíř, scenárista a fotograf
- 4. prosince – Dan Materna, český fotograf a fotoreportér
- ? – Ami Vitale, americká fotožurnalistka a dokumentaristka se sídlem v Montaně, publikuje v časopisu National Geographic
- ? – Matúš Zajac, slovenský fotograf, pedagog a kurátor
- ? – Grégoire Eloy, francouzský dokumentární fotograf
- ? – Erik Refner, dánský fotograf a držitel titulu World Press Photo
- ? – Finbarr O'Reilly, irsko-kanadský fotograf, který získal první cenu World Press Photo
- ? – Carolyn Drakeová, americká fotografka
- ? – Yto Barrada, fotograf
- ? – Laurent Capmas, fotograf
- ? – Stephen Gill, fotograf
- ? – Vincent Goutal, fotograf
- ? – Trent Parke, fotograf
- ? – Olivier Roller, fotograf
- ? – Mario Sorrenti, fotograf
- ? – Seita Vuorela, fotograf
- ? – Elina Jokipii, finská fotografka

## Úmrtí v roce 1971
- 28. ledna – Samuel Gottscho, americký fotograf (* 8. února 1875)
- 1. února – Raoul Hausmann, rakouský fotograf, spisovatel a výtvarník (* 12. července 1886)
- 4. února – Sofija Jablonská francouzská spisovatelka, novinářka, cestovatelka a fotografka ukrajinského původu (* 15. května 1907)
- 25. února – Marc Vaux, francouzský fotograf (* 19. února 1895)
- 5. března – Karel Drbohlav, divadelní fotograf (* 25. září 1908)
- 11. dubna – Pavel Strádal, popularizátor vědy, spisovatel a amatérský fotograf (* 31. prosince 1898)
- 17. dubna – Alfred Cheney Johnston, americký fotograf (* 8. dubna 1885)
- 26. června – Diane Arbusová, americká fotografka (* 14. března 1923)
- 6. července – Boris Lipnitzki, ukrajinsko-francouzský umělecký fotograf (* 4. února 1887)
- 26. července – Edvard Cenek, spisovatel a fotograf (* 18. března 1904)
- 8. srpna – Ella Bergmann-Michel, německá fotografka (20. října 1896)
- 27. srpna – Margaret Bourke-Whiteová, americká fotografka (* 14. června 1904)
- 28. října – John H. Boyd, kanadský fotograf (* leden 1898)
- 12. listopadu – Soiči Sunami, japonský modernistický fotograf (* 18. února 1885)
- 20. listopadu – Katherine Stieglitzová, americká fotografka, dcera fotografa Alfreda Stieglitze (* 27. září 1898)
- 24. listopadu – Tonka Kulčar-Vajda, chorvatská fotografka (* 10. července 1887)
- 29. prosince – Edwin Smith, anglický fotograf (* 15. května 1912)
- ? – Izrail Abramovič Ozerskij, ruský fotograf (* 1904)
- ? – Nanna Broch, norská sociální pracovnice a fotografka (* 27. října 1879)
- ? – Václav Ševčík, český profesionální umělecký fotograf a pedagog, zakladatel známého prostějovského fotoateliéru (12. července 1900 – 30. ledna 1971)